# Per Ingesman
Per Ingesman (født 1953) er en dansk professor i kirkehistorie. Hans hovedvægt ligger på Middelalderen. Ingesman tiltrådte sit professorat ved Det Teologiske Fakultet, Aarhus Universitet i 2009, hvor han tidligere var lektor siden 1997.